# Baleia-bicuda-de-arnoux
A baleia-bicuda-de-arnoux (Berardius arnuxii) é um cetáceo da família dos Zifiídeos (Ziphiidae), encontrado em águas subantárticas.